# 上克雷默
上克雷默（德語：Oberkrämer）是德国勃兰登堡州的一个市镇，隶属于上哈弗尔县。总面积为103.67平方千米，截至2020年总人口为11727人。